# پاخاریتو (بویاکا)
پاخاریتو (انگلیسی: Pajarito, Boyacá) یک منطقهٔ مسکونی در کلمبیا است.